# 蛇蟠岛
蛇蟠岛位于中国东海三门湾中，属浙江省台州市三门县管辖，原面积为17.4平方公里，在玉环岛连陆后成为台州市第一大岛，2008年通过填海造地连接宁海县一市镇后成为半岛。现在南部隔蛇蟠水道与三门六敖镇相望，北部隔青山港、力洋港与宁海越溪乡、力洋镇、长街镇相望。
蛇蟠岛上出产“蛇蟠石”，宋代以后历年采石形成了1300余个人工洞穴，被称为“千洞之岛”。